# Vaasa (Schiff, 1925)
Die Vaasa ist ein ehemaliges Fahrgastschiff.

## Geschichte
Das Schiff wurde 1925 in Berlin-Rummelsburg gebaut und trug zunächst den Namen Jageteufel. Motorisiert war es mit einem 56-PS-Viertakt-Dieselmotor von Deutz. Es hatte eine Zulassung für die Beförderung von 162 Personen. 
1936 kam es zur Reederei Robert Schmidt in Berlin und wurde auf den Namen Olympia umgetauft. Im Winter 1937/38 wurde die Olympia auf der Schiffswerft der Gebrüder Winkler in Kalkberge umgestaltet. Neben einer Modernisierung erfolgte auch eine erste Verlängerung des Schiffes, das bei der Wiederinbetriebnahme 1938 einen neuen Namen erhielt: Es fuhr nun für kurze Zeit als Karo As für Otto Schmidt. Mit dem Schiff durften seit der Verlängerung auf 19,94 Meter und der Verbreiterung auf 4,62 Meter 175 Personen befördert werden. Die Karo As war wie die mittlerweile verkaufte Pik As mit einem mahagonigetäfelten Salon, Ledersofas und Marmortischen ausgestattet.
Nachdem es 1939 nach Weißenfels an Herbert Grundmann verkauft worden war, erhielt das Schiff den Namen Scharnhorst. Grundmann nutzte die Scharnhorst hauptsächlich auf der Saale im Bereich Weißenfels, Naumburg und Freyburg (Unstrut). Nach dem Ende des Zweiten Weltkrieges benannte er das Schiff erneut um. Aus der Scharnhorst wurde die Freiheit I. Nachdem die Freiheit II verkauft worden war, entfiel die Notwendigkeit der Nummerierung und das Schiff hieß ab 1950 nur noch Freiheit. 
Herbert Grundmann gelang 1956 die Flucht aus der DDR. Das Schiff wurde danach vom Rat des Kreises Weißenfels verwaltet und 1957 verkauft. Der neue Eigner, Heinz Riedel, taufte die Freiheit in Saalefee um, ließ sie in der Saison 1957 noch im Raum Weißenfels im Einsatz und holte sie im Herbst desselben Jahres nach Bernburg. Bernburg blieb der Heimathafen des Schiffes, bis auch Riedel 1960 aus der DDR floh. Danach wurde das Schiff vom Bernburger Reiseverkehr übernommen und verstaatlicht. 1961 erhielt es einen neuen Motor vom Typ 4 NVD 18, der wie der alte 56 PS hatte. Der Nachfolger der Saalefee in Bernburg wurde das gleichnamige 1987 gebaute Schiff.
Nach dem Verkauf an den VE (K) Nahverkehrsbetrieb Schwerin 1964 erhielt das Schiff den Namen Vaasa. Bevor es nach Schwerin überführt wurde, wurde es auf der Karl-Grieseler-Werft in Mukrena umgebaut. Dabei wurde es auf 26,00 Meter verlängert und auf 4,75 Meter verbreitert. Der Tiefgang lag nun bei 0,90 Metern in unbeladenem und 1,38 Metern in beladenem Zustand. Das Schiff wurde auch neu motorisiert. Es erhielt nun einen Dieselmotor Typ 6 KVD 14,5 vom DMW Schönebeck mit 96 PS. Die Höchstgeschwindigkeit des Schiffes lag bei etwa 7 Knoten bzw. 13 km/h. Ab dem Umbau durfte es 220 Personen befördern. Diese konnten auf dem erhöhten Vordeck im Freien oder auf dem überdachten Achterdeck Platz nehmen, falls sie nicht den großen Fahrgastraum des Schiffes vorzogen. Die Vaasa war bei dem großen Umbau zwecks Verlängerung mittschiffs auseinandergeschnitten worden. Die Außenhaut des Querspant-Stahlbaus mit vier wasserdichten Querschotten war 4 Millimeter stark. 
Erst im Dezember 1965 wurde die Vaasa in ihre neue Heimat überführt; am 9. Dezember 1965 wurde die Jungfernfahrt auf dem Schweriner See vorgenommen. In den nächsten Jahrzehnten war die Vaasa auf dem Schweriner See im Einsatz, bis 1991 ein Maschinenschaden diesem Zustand ein Ende setzte. Das Schiff wurde außer Dienst gestellt und 1992, nachdem es in den Besitz der Weisse Flotte Fahrgastschiffahrt Schwerin GmbH übergegangen war, auf den Heidesee verlegt. Die Vaasa sollte zur Schiffsgaststätte umgestaltet werden, doch dieser Plan wurde dann doch nicht realisiert. Stattdessen wurde das Schiff 1994 an die Anlegestelle am Schloss zurückverlegt und dort als Büroschiff festgemacht. Um das Jahr 2000 diente die Vaasa laut Dieter Schubert als „Lagerschiff“; die weitere Verwendung war damals unklar.
2009 erfolgte eine Landrevision, im Frühjahr 2010 kam die Vaasa zurück an den Hauptanleger am Schweriner Schloss. Im Herbst 2013 wurde sie am Anleger in der Schlossbucht umgebaut. Das Schiff erhielt dabei auch einen neuen Außenanstrich und eine Inneneinrichtung, die für die Nutzung als Eisverkaufsstätte geeignet war. 2014 und 2015 wurde auf dem Schiff während der Saison italienisches Eis verkauft. Seit der Saison 2016 dient die Vaasa aber wieder als Büroschiff am Anleger 6 auf dem Schweriner See. Im Herbst 2021 war angeblich eine Generalüberholung der Vaasa geplant.